# Bunder (Cidahu)
Bunder is een bestuurslaag in het regentschap Kuningan van de provincie West-Java, Indonesië. Bunder telt 1213 inwoners (volkstelling 2010).